# Salomon Gessner
Salomon Gessner (født 1. april 1730 i Zürich, død 2. marts 1788 sammesteds) var en schweizertysk digter og raderer.
Gessner var søn af en boghandler og kom først i boghandlerlære i Berlin, men da denne virksomhed kedede ham, gav han sig mod sin faders villie til at dyrke maler- og radererkunsten og brød med familien. Senere blev han dog forsonet med slægten og vendte 1750 hjem til sin fødeby.
Allerede i Berlin havde han gjort bekendtskab med Ramler, hvem han viste sine første digteriske forsøg; i sin fødeby lærte han yderligere Wieland og von Kleist at kende og debuterede 1751 anonymt som digter i Bodmers og Breitingers ugeskrift Crito med Lied eines Schweizers an sein bewaffnetes Mädchen, et digt, der efterfulgtes af det poetiske maleri Die Nacht.
Gessner anså nu poesien som sit egentlige kald og vakte opmærksomhed med de i en art rytmisk prosa affattede Idyllen, der udkom 1756. Hertil sluttede sig i de følgende år Der Tod Abels og idyllen Der erste Schiffer (1762). Han illustrerede med nydelige vignetter sin samling Idyllen (4 bind, 1772). Senere overtog Gessner sin faders boghandel og blev medlem af det store råd i Zürich.
Hans idyller blev ved deres sproglige finhed meget yndede, og man overså deres mangel på dybere indhold og mere gennemarbejdet karakteristik for at glæde sig over deres smukke naturstemninger. Som prosaist indtager Gessner sin bestemte plads i 18. århundredes tyske litteratur. Hans samlede skrifter er udgivne gentagne gange (2 bind, Zürich 1777—78, 3 bind, 1789, 2 bind, 1841. Dansk oversættelse udkom i 2 bind i 1781); et udvalg besørgedes af Adolf Frey i Kürschners Deutsche National-litteratur (Stuttgart 1884).